# 日向橋
日向橋（ひなたばし）は、神奈川県愛甲郡愛川町にある神奈川県道54号相模原愛川線の中津川に架かるトラス橋である。

## 歴史
現在の橋は1930年（昭和5年）に開通したトラス橋で、河川内に橋脚を設けず、洪水時の水流の妨げとならない構造とした。1991年（平成3年）には、同じ愛川町内の中津川の平山橋とともにかながわの橋100選に選定された。本橋開通以前の大正時代には、吊り橋が架けられていた。

## 交通
右岸側に半原バス停があり、国道412号半原バイパス経由本厚木駅・厚木バスセンター行きと三ヶ木行きが本橋を渡る。